# 新奥尔良有轨电车

线路地图，橙色在建，黄色规划，灰色为国铁

新奥尔良有轨电车（英語：Streetcars in New Orleans）是美国路易斯安那州新奥尔良市的有轨电车，由新奥尔良地区交通局运营。该系统有三条线路，总长19（11.81英里） ，日客流量1.9万人。 

## 线路
该系统有三条线路，分别是水岸线（长2.5公里）、运河街线（长6.1公里）、以及圣查尔斯大道线（长10.4公里）。有轨电车的轨距是1.588米（宾夕法尼亚有轨电车轨距）。其中圣查尔斯大道线是世界上开通后持续运营时间最长的有轨电车线路。

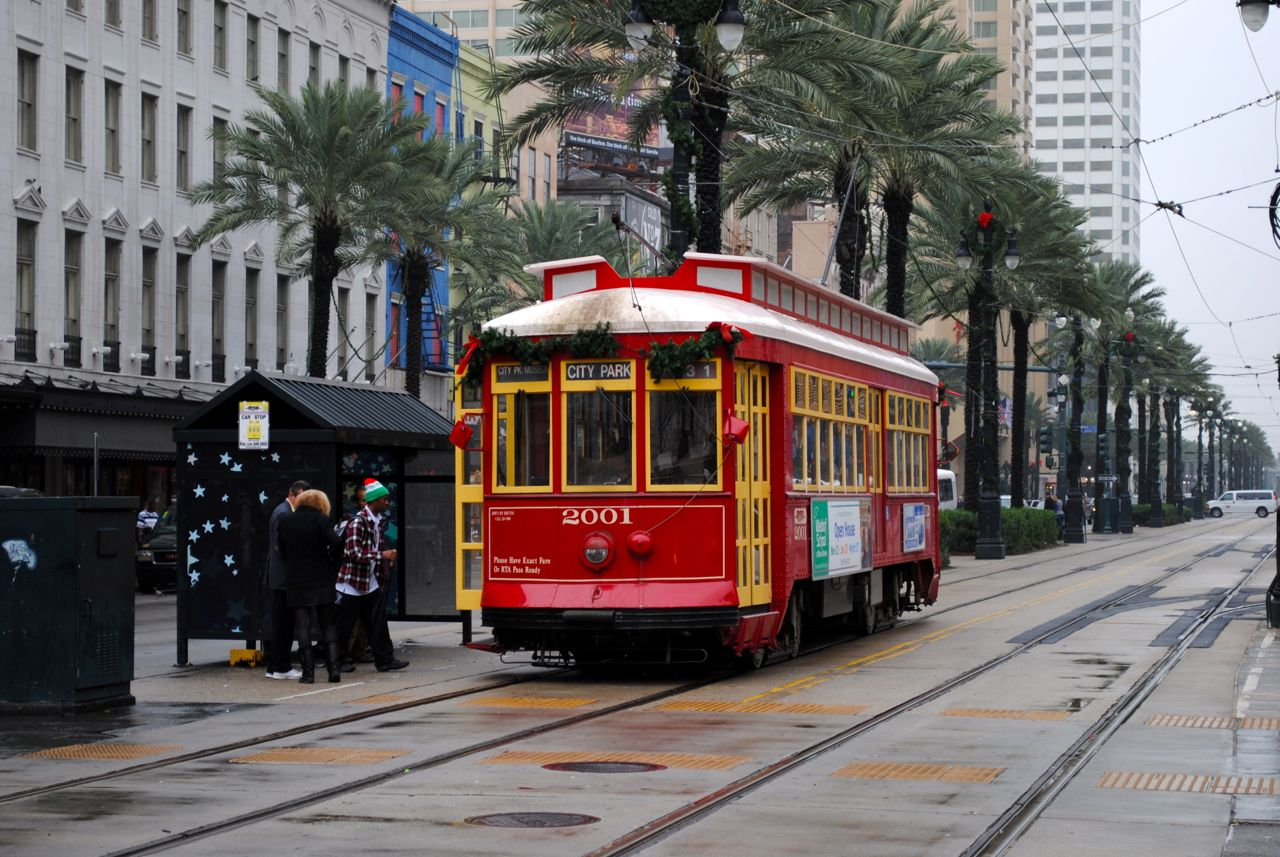
运河街电车
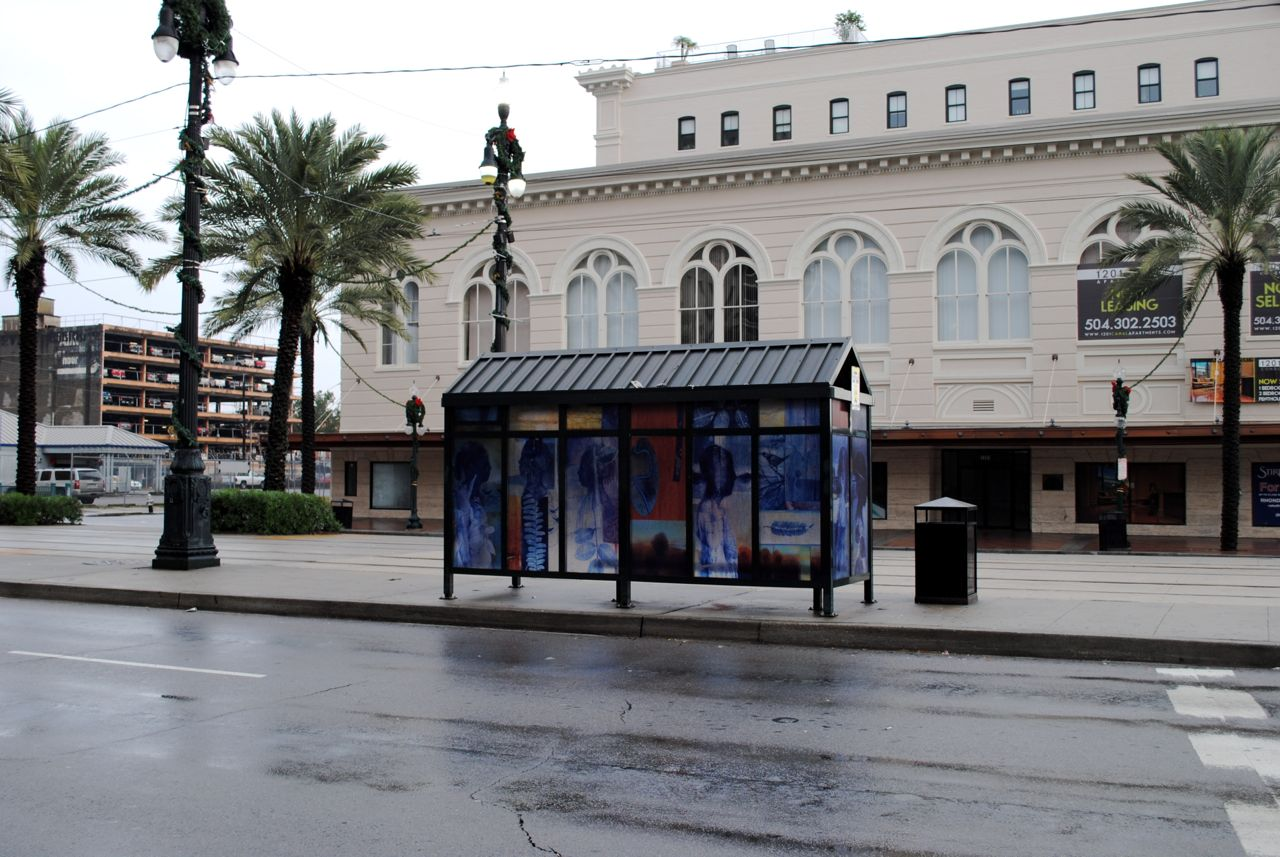
运河街车站
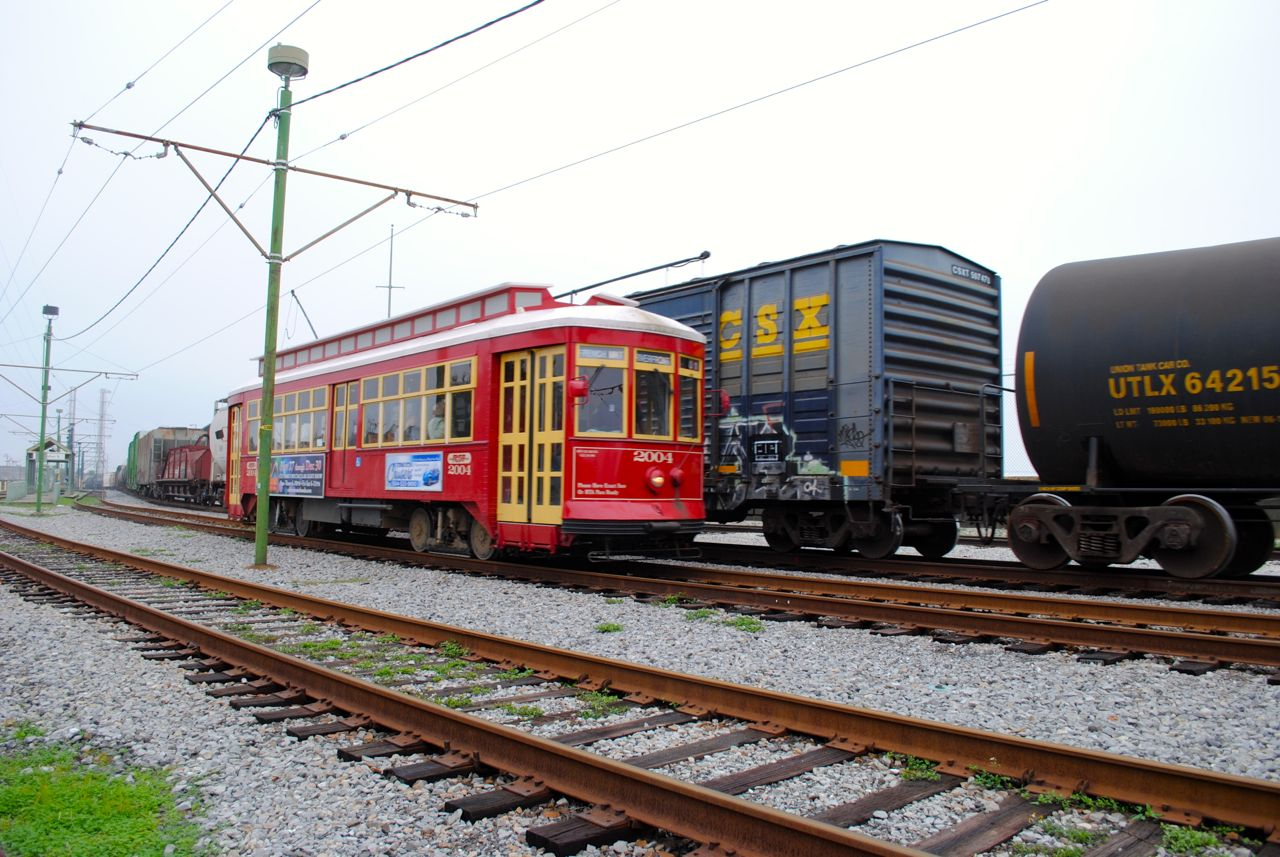
水岸线电车
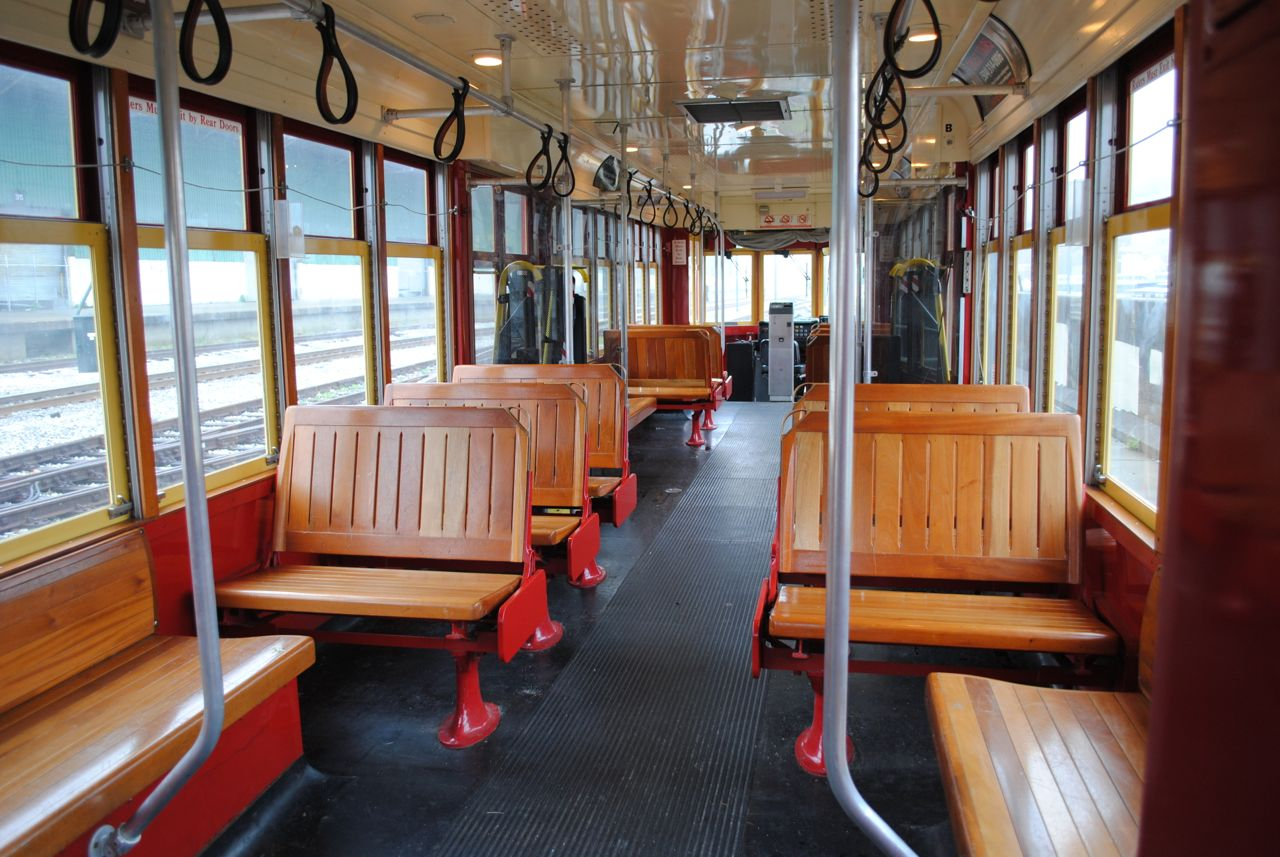
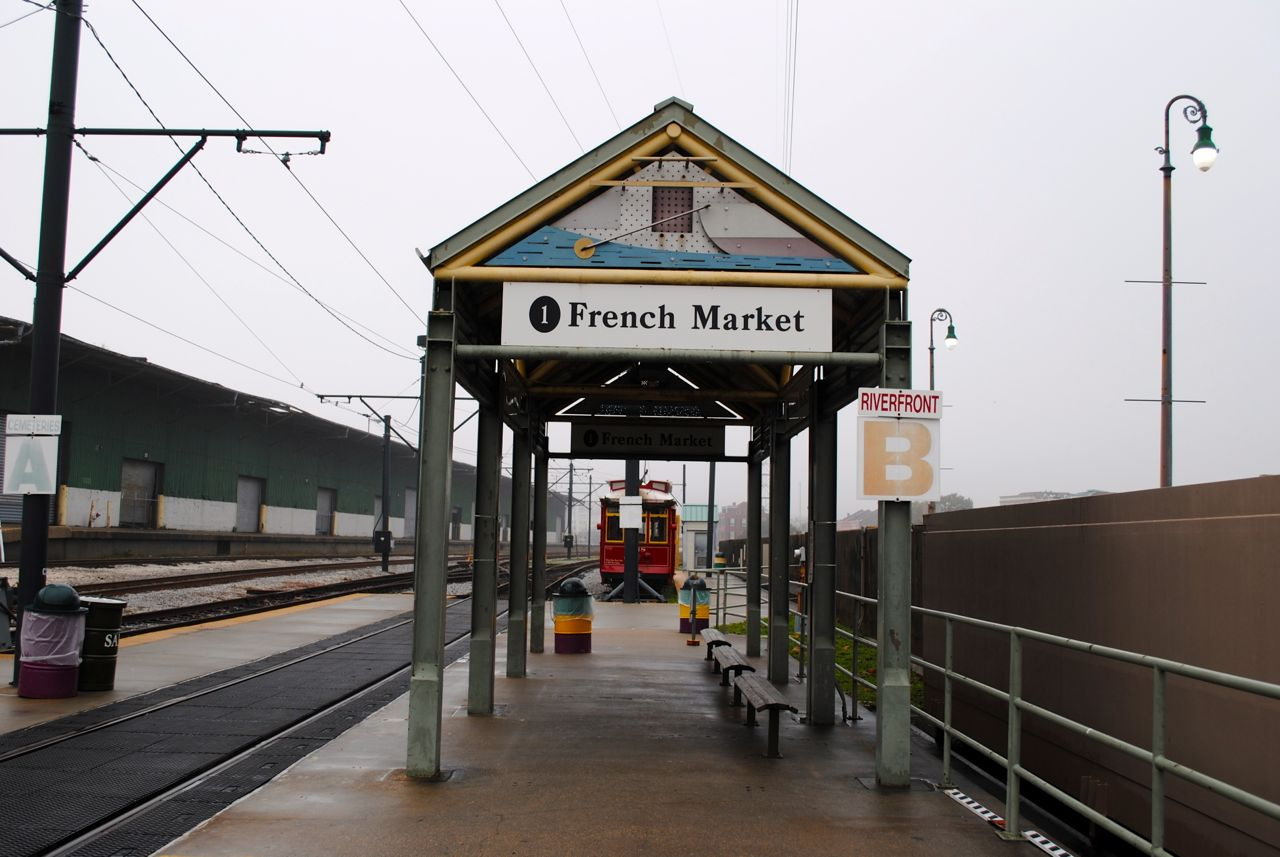
水岸线车站
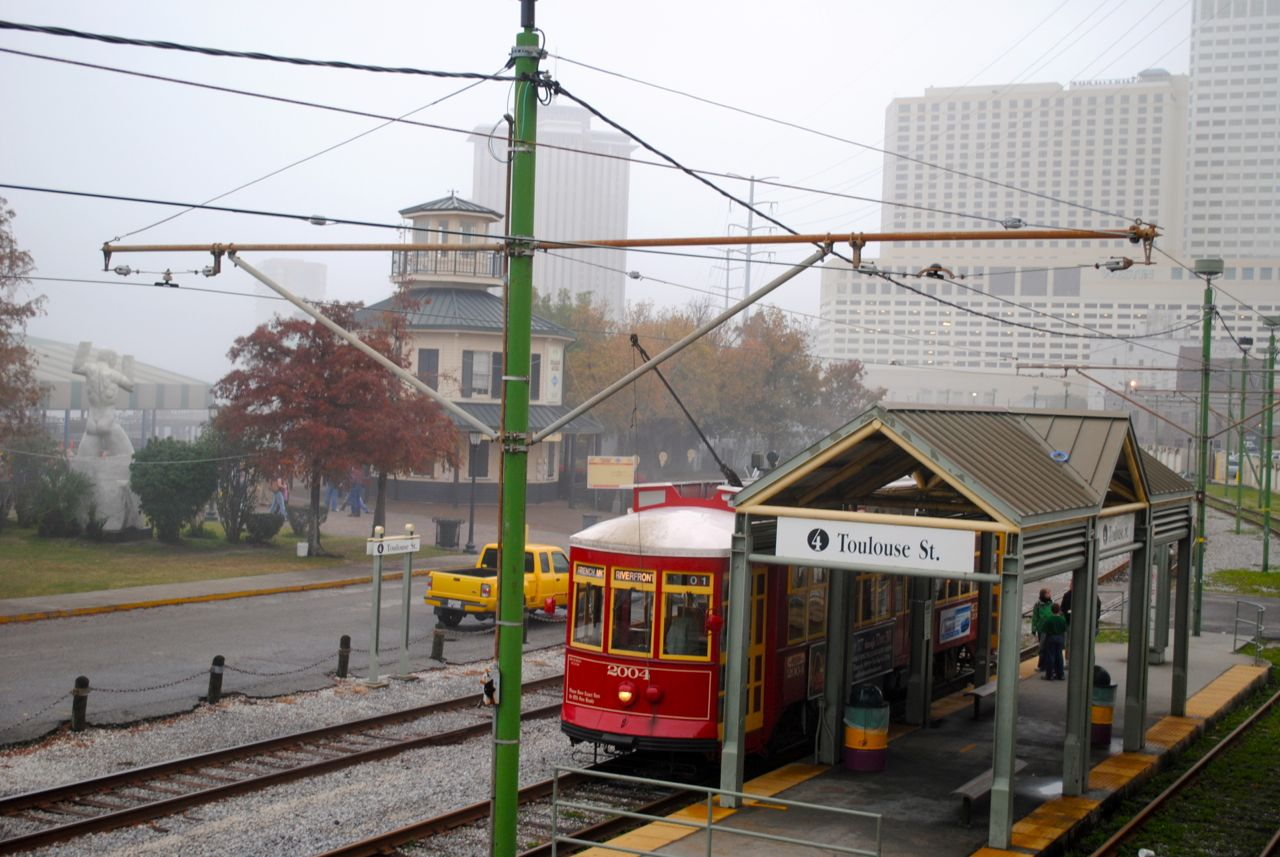
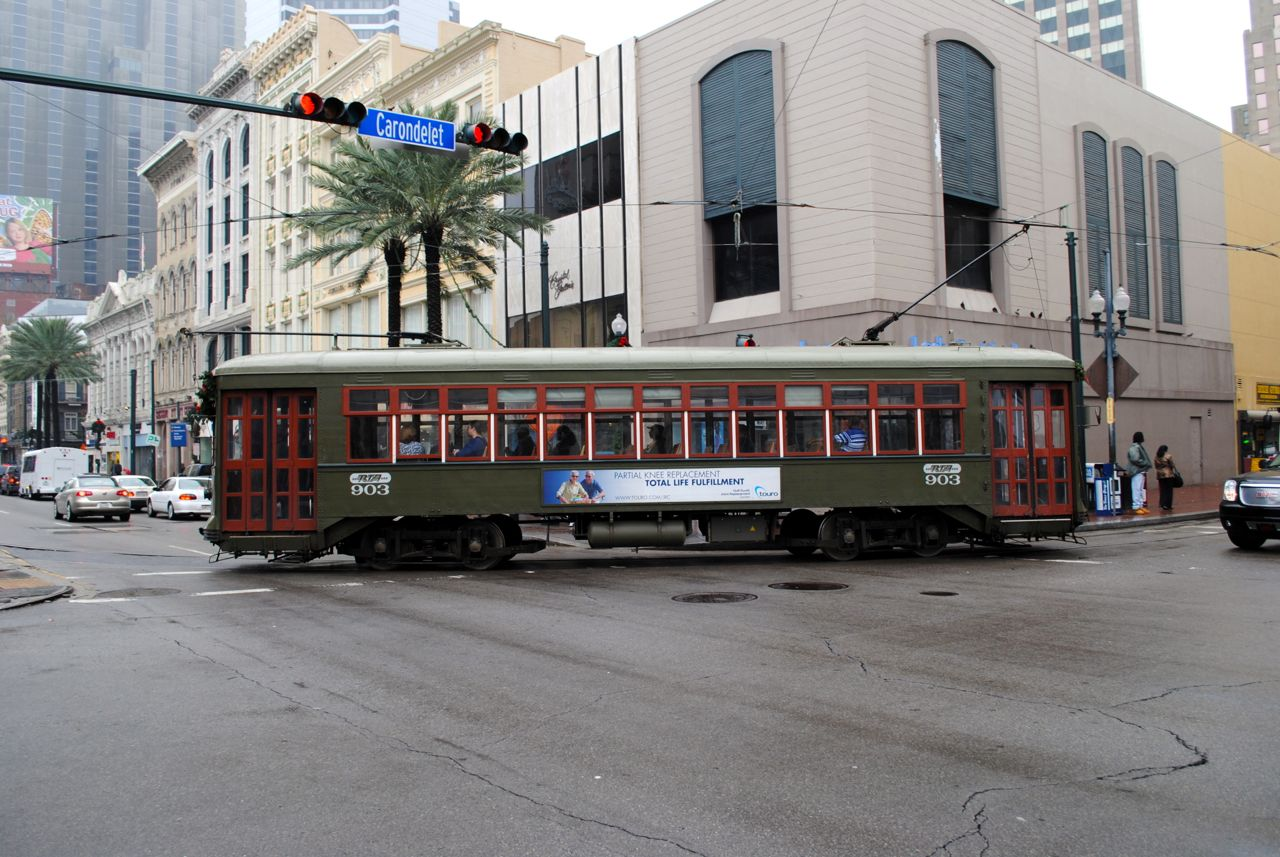
圣查尔斯大道线电车

## 车费
在这三条有轨电车上，单程票为1.25美元；老年人若能出示身份证明则有优惠，单程票0.4美元；两岁以下的儿童免费，三岁以上则全票；残疾人如办理了交通卡则免费；一日票3美元、三日票9美元、月票55美元（可使用31天）；换乘到其他线路时可购买0.25美元的换乘车票。

## 文化

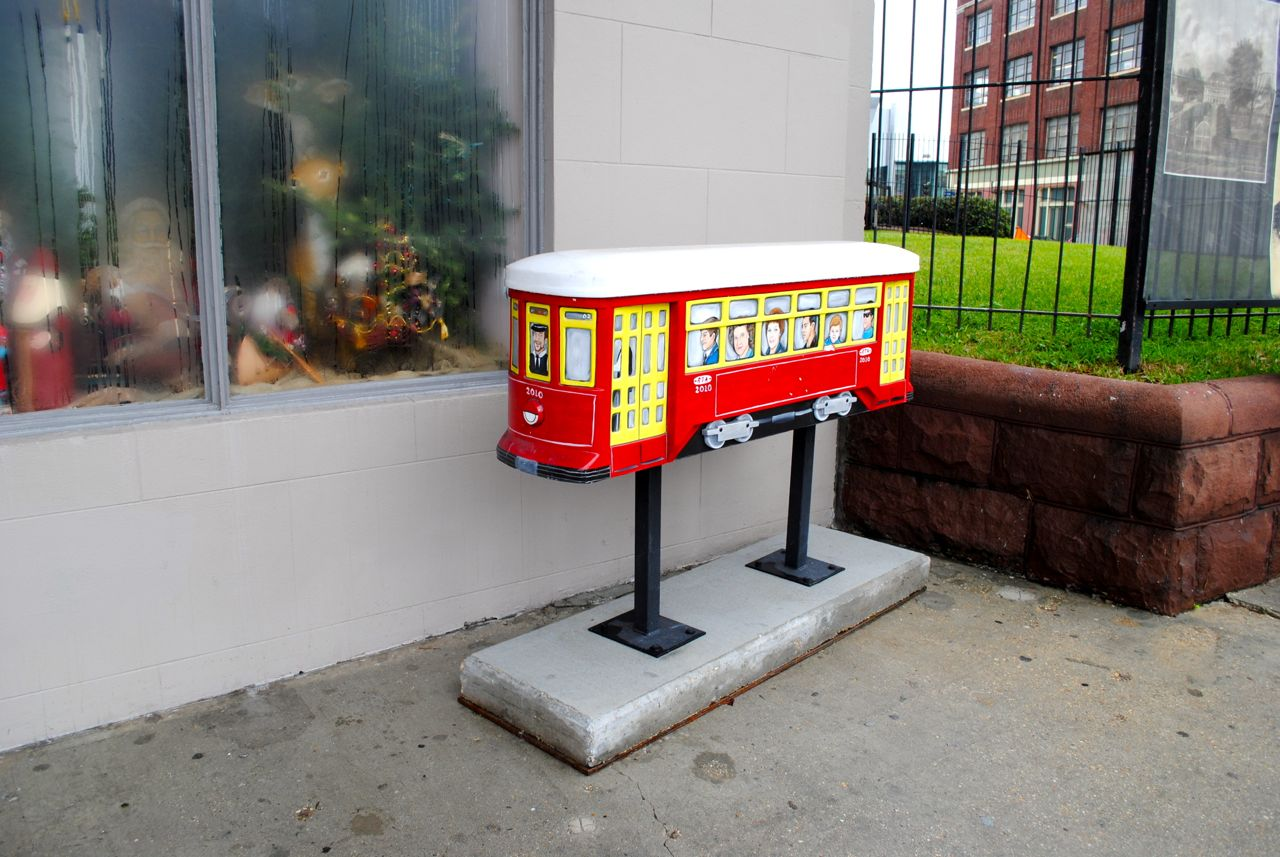
有轨电车已经成为新奥尔良的象征之一，市内随处可见

《欲望号街车》（A Streetcar Named Desire）是以新奥尔良有轨电车中一条曾经存在的“欲望街”（Desire Street）电车作为故事背景的。

## 历史

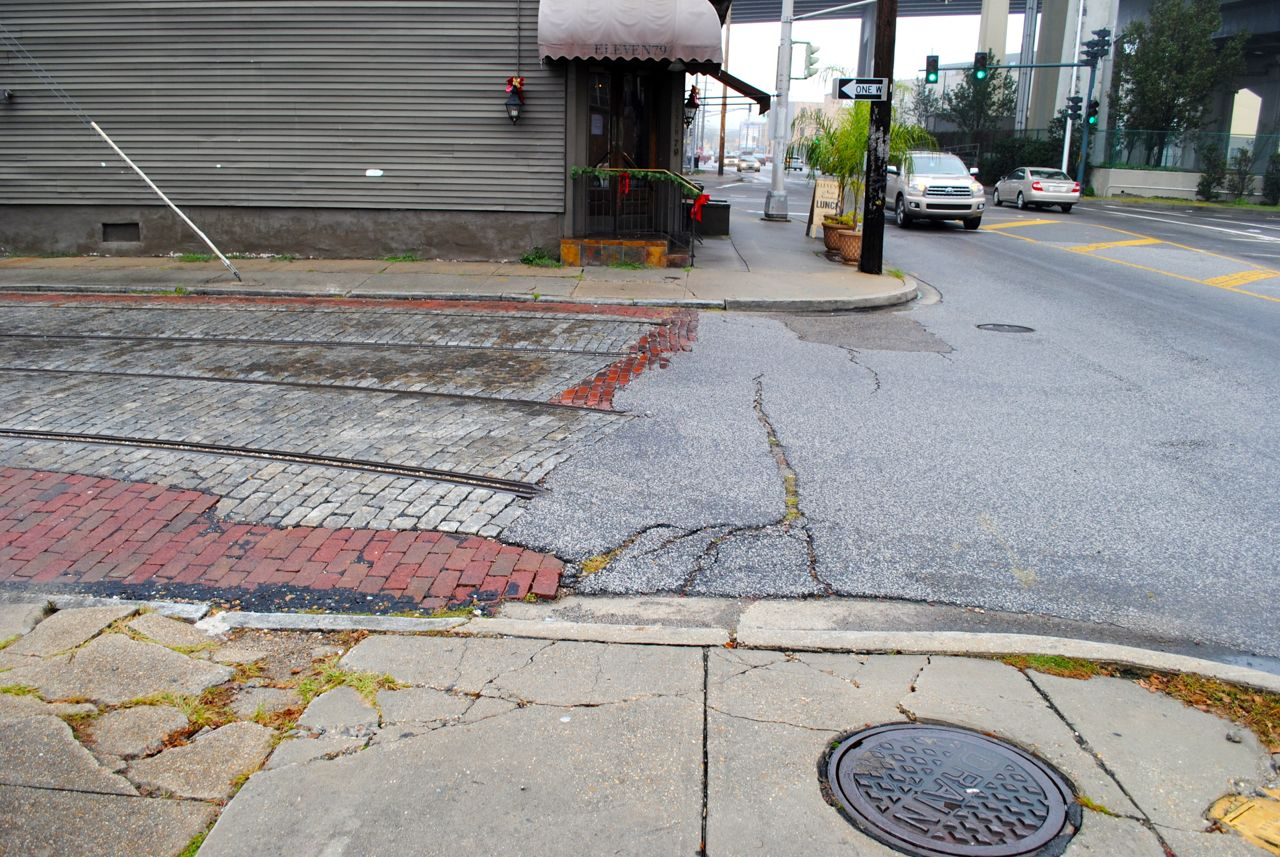
废弃的轨道在这里结束

始建于1835年，新奥尔良有轨电车曾经是美国阿巴拉契亚山脉以西第一个有轨电车系统，顶峰时期有数十条线路。后来绝大多数线路都被拆除或摒弃，有些被公交车取代。圣查尔斯大道线从未停止过运营，但水岸线及运河街线曾一度停止，后又恢复。

## 未来发展
现在有轨电车系统有两个发展方案，其中一个已经开始执行。连接新奥尔良联合火车站及洛约拉大道的有轨电车线路已经于2011年8月开始动工，准备在2013年上半年投入使用。这条线路总长不超过一英里，将通过运河街有轨电车连接市区及火车站、灰狗长途汽车车站。
法国区有轨电车扩张方案本来准备在2012年春季动工，2013年秋季投入使用，但并未顺利执行。该线路全长2.48英里（4公里），设站13个，将连接水岸线。该方案将与诺福克南方铁路平交，铁路公司于是以安全为由反对该方案。